# Hewitt (Fahrzeugmarke)
Hewitt war eine US-amerikanische Fahrzeugmarke.

## Markengeschichte
Edward Ringwood Hewitt gründete 1905 die Hewitt Motor Company in New York City. Er erwarb das Selden-Patent von der Standard Motor Construction Company. 1905 begann die Produktion von Nutzfahrzeugen und 1906 jene von Personenkraftwagen. Der Markenname lautete Hewitt. 1907 endete die Pkw-Produktion.
1909 erfolgte die Übernahme durch die Metzger Motor Car Company.
Ab 1911 ist wieder die Firmierung Hewitt Motor Company genannt. Es findet sich auch die Hewitt Motor Car Company.
1912 kam es zu einem Zusammenschluss. Beteiligt waren neben Hewitt die International Motor Company, die bereits Lastkraftwagen als Mack herstellte, und die Saurer Motor Company. Aus dem neuen Unternehmen wurde später Mack Trucks.
Die Herstellung der Hewitt-Lkw endete 1914.

## Fahrzeuge

### Personenkraftwagen
1906 standen zwei Modelle zur Wahl. Das kleinere hatte einen Einzylindermotor mit 8 PS Leistung. Das Fahrgestell war in zwei Längen erhältlich. Town Car und Limousine mit vier Sitzen hatten jeweils 213 cm Radstand. Beim kleinen Tourenwagen mit zwei Sitzen war der Radstand 30 cm kürzer. Hierzu gab es eine Verbindung zur Adams Manufacturing Company aus England, die Fahrzeuge als Adams-Hewitt anbot. Daneben gab es den 20/30 HP. Er hatte einen Vierzylindermotor, der mit 20/30 PS angegeben war. Der Radstand betrug 284 cm. Genannt sind Tourenwagen und Limousine, beide fünfsitzig.
1907 leistete der Einzylindermotor 10 PS. Überliefert sind Tourenwagen und Town Car mit fünf Sitzen, ein kleiner Tourenwagen mit zwei Sitzen und eine Limousine. Auf dem kürzeren Radstand entstanden Runabouts mit zwei und drei Sitzen. Das Vierzylindermodell wurde vom 50/60 HP abgelöst. Er hatte einen V8-Motor von der Société Antoinette. Er war der erste Wagen aus den USA mit einem V8-Motor, aber nur der zweite mit einem Achtzylindermotor, da die H.H. Buffum Company vorher einen Achtzylinder-Boxermotor herausbrachte. Über den Motor wurde im November 1907 in Scientific American berichtet. Er war mit 50/60 PS angegeben. Der Radstand betrug 284 cm. Zur Wahl standen Tourenwagen mit fünf Sitzen, Limousine und Landaulet.
| Jahr | Modell   | Zylinder | Bohrung | Hub   | Hubraum (cm³) | Leistung (PS) | Radstand (cm) | Aufbau                                                                           |
| ---- | -------- | -------- | ------- | ----- | ------------- | ------------- | ------------- | -------------------------------------------------------------------------------- |
| 1906 | 8 HP     | 1        | 120,65  | 152,4 | 1742          | 8             | 183           | kleiner Tourenwagen 2-sitzig                                                     |
| 1906 | 8 HP     | 1        | 120,65  | 152,4 | 1742          | 8             | 213           | Town Car 4-sitzig, Limousine 5-sitzig                                            |
| 1906 | 20/30 HP | 4        | 101,60  | 139,7 | 4530          | 20/30         | 284           | Tourenwagen 5-sitzig, Limousine 5-sitzig                                         |
| 1907 | 10 HP    | 1        | 120,65  | 152,4 | 1742          | 10            | 183           | Runabout 2-sitzig und 3-sitzig                                                   |
| 1907 | 10 HP    | 1        | 120,65  | 152,4 | 1742          | 10            | 213           | Tourenwagen 5-sitzig, kleiner Tourenwagen 2-sitzig, Town Car 5-sitzig, Limousine |
| 1907 | 50/60 HP | 8        | 101,60  | 114,3 | 7413          | 50/60         | 284           | Tourenwagen 5-sitzig, Landaulet, Limousine                                       |

Quellen:

### Nutzfahrzeuge
Die ersten Modelle basierten auf den Einzylindermodellen. 1906 wurde ein Viertonner mit Vierzylindermotor angekündigt, er kam aber als Fünftonner auf den Markt. 1907 kamen Zwei- und Dreitonner dazu und 1909 ein Zehntonner. Ebenfalls 1909 wurden die Einzylindermodelle durch ein Vierzylindermodell mit 17 PS, Dreiganggetriebe und einer Tonne Nutzlast ersetzt.